# Tricyclohexylzinn-Verbindungen
Tricyclohexylzinn-Verbindungen (abgekürzt TCyHT nach englisch Tricyclohexyltin) sind zinnorganische Verbindungen. Sie werden u. a. in Pflanzenschutzmitteln eingesetzt.

## Vertreter
- Tricyclohexylstannan[S 1]
- Tricyclohexylzinnchlorid
- Azocyclotin
- Cyhexatin

## Externe Links zu erwähnten Verbindungen
1. ↑  Externe Identifikatoren von bzw. Datenbank-Links zu Tricyclohexylstannan:  CAS-Nr.: 6056-50-4, EG-Nr.: 633-142-2, ECHA-InfoCard: 100.161.236, PubChem: 5364545, ChemSpider: 23969, Wikidata: Q110936747.